# Li Ang (calciatore)
Li Ang (李昂S, Lǐ ÁngP; Peixian, 15 settembre 1993) è un calciatore cinese, di ruolo difensore dello Shanghai Port.

## Carriera

### Club
Ha giocato nella prima divisione cinese.

### Nazionale
Ha esordito in nazionale nel 2014.

## Palmarès

### Club

#### Competizioni nazionali
- Coppa della Cina: 1

Jiangsu Sainty: 2015
- Campionato cinese: 3

Jiangsu Suning: 2020
Shanghai Haigang: 2023, 2024
- Coppa di Cina: 1

Shanghai Haigang: 2024